# 브리튼어군
브리튼어군(Brittonic)은 그레이트브리튼섬 등에서 쓰이는 켈트어파의 언어로, 고이델어군과 함께 도서켈트어군을 이룬다. 크게 서브리튼어군과 남서브리튼어군으로 세분되며, 현존하는 언어 중에는 웨일스어와 브르타뉴어가 있다.

## 역사
브리튼계 언어들은 모두 철기 시대와 로마 통치 시대에 그레이트브리튼 섬 전역에서 사용되던 켈트어 계통의 조상 언어에서 파생되었다. 이 역사적인 조상 언어를 공통 브리튼어(Common Brittonic)라고도 한다. 5~6세기에는 대륙으로 이주한 브리튼인들이 브르타뉴(프랑스)와 브레토냐(이베리아)에 브리튼어를 퍼뜨렸다. 다음 몇 세기 동안 브리튼어는 섬 남부에서는 고대 영어, 북부에서는 스코틀랜드 게일어에 의해 대체되면서 쇠퇴했으며, 남은 브리튼어는 각 지역의 방언으로 나뉘어 웨일스어, 콘월어, 브르타뉴어, 컴브리아어, 픽트어 등의 변종으로 발전했다. 이후에도 픽트어, 컴브리아어, 콘월어는 쇠퇴가 계속되어 사멸했으며, 현재도 모어로 사용되고 있는 것은 웨일스어와 브르타뉴어 뿐이다.

## 분류
- 브리튼조어
  - 남서브리튼어군
    - 브르타뉴어
    - 콘월어 †

  - 서브리튼어군
    - 웨일스어
    - 컴브리아어 †

  - 픽트어? †